# Peter P. Olsen
Peter P. Olsen (født 19. december 1961) er en grønlandsk politiker for Inuit Ataqatigiit. Han var minister for uddannelse, kultur, sport og kirke fra april 2021 til maj 2023.

## Uddannelse og erhverskarriere
Peter Olsen har en EFG-uddannelse som maskinarbejder på Jern- og Metalskolen i Nuuk 1979-1982. Han tog HF i Aasiaat 1983-1985 og fik en exam.art.-grad i kultur og samfund fra Grønlands Universitet (Ilisimatusarfik) 1986-1990. Han læste til lærer på Grønlands Seminarium (Ilinniarfissuaq) 1992-1995.
Olsen arbejde som lærer i Qaanaaq 1995-1997, i Nuuk 1997-1998 og i Aasiaat 1998-1999. Derefter var han fritidsinspektør i Aasiaat 1999-2006 før han igen blev lærer i byen fra 2006 til 2015 hvor han fik orlov på grund af valget til Inatsisartut.

## Politisk karriere
Olsen var formand for IA Ungdom i Nuuk 1994-1995.
Han var medlem af kommunalbestyrelsen i Aasiaat Kommune 2005-2008. Ved kommunalvalget i 2008 fik han ikke nok stemmer til at blive valgt i Qaasuitsup Kommune, men han blev valgt i kommunen i 2013. Han blev valgt til kommunalbestyrelsen i Qeqertalik Kommune ved kommunalvalgene i 2017 og 2021. Ved kommunalvalget 2021 fik han med 442 stemmer flest stemmer i Qeqertalik Kommune, foran sin partifælle og siddende borgmester Ane Hansen med 387 stemmer. Det betød at Olsen kunne have blevet ny borgmester, men han valgte i stedet den post som minister for uddannelse, kultur, sport og kirke i Grønlands regering som han også fik tilbudt.
Ved inatsisartutvalget i 2013 fik Olsen 72 stemmer hvilket ikke var nok til at blive valgt, men det lykkedes at blive valgt året efter i 2014 med 121 stemmer. Han blev genvagt i 2018 med 209 stemmer og i 2021 med 255 stemmer.
Han var minister for uddannelse, kultur, sport og kirke i Regeringen Múte Bourup Egede I fra 23. april 2021	til 4. april 2022 og fortsatte som minister for de samme områder i Regeringen Múte Bourup Egede II fra 5. april 2022.
15. november 2022 udtrykte Naleraq, Demokraatit og Atassut mistillid mod ham, men blev nedstemt i Inatsisartut. Baggrunden var, at Campus Kujalleq, gymnasie- og erhvervsskolecentret i Qaqortoq væsentlig havde overskredet deres budget to år i træk, senest i 2021 hvor de brugte 21,4 millioner kr. i stedet de bevilligede 16,8 millioner kroner. 30. maj 2023 stillede Demokraatit igen et mistillidsvotum til ham, fordi han året før ikke havde lavet en plan for at ansætte flere grønlandsktalende journalister på Kalaallit Nunaata Radioa. Han trak sig frivilligt fra sin post før det kom til afstemning.

## Musik og sport
Han var med i flere bands i sin ungdom, og som sangskriver stået for en række album, blandt andre cd'erne 3911 i 1992 og aasalersoq-una med gruppen Tupilak. Olsen skrev også tekst og musik til børnebandet Olsen Kids som udgav 5 cd'er hvoraf de to første solgte i over 5000 eksemplarer hver. Han startede musikforlaget Olsen Music som frem 2011 udgav ca. 30 cd'er. Han var medstifter af Grønlands første musikforening i Sisimiut i 1978 og stod for Nipiaa Rockfestival i Aasiaat i en årrække. Peter Olsen fik en ærespris ved KODA Greenland Award 2010 for sin musikalske indsats.
Olsen var grønlandsmester i taekwondo flere gange fra 1982 til 1987.

## Privatliv
Peter Olsen er samlever med Hanne Kristiansen, og de har sammen tre børn. Han er bror til Markus E. Olsen.